# Лобачівка (Компаніївський район)
Лобачівка — колишній населений пункт Кіровоградської області колишнього Компаніївського району.

## Загальні відомості
Станом на 1930-ті роки підпорядковувалося Першотравенській сільській раді Компаніївського району.
В часі штучного винищення голодом 1932—1933 років загинуло не менше 1 людини.
Дата зникнення станом на 2020 рік невідома.